# Lara Stock
Lara Antonia Sofie Stock (26. svibnja 1992.), hrvatska šahistica, velemajstorica i tenisačica. Živi u Freiburgu. Mati je Hrvatica, a otac Nijemac. Osvojila je titulu ženskog velemajstora sa 16 godina što je hrvatski rekord.
Igra za hrvatsku reprezentaciju.
Trenirali su ju hrvatski velemajstori iz Rijeke Ivan Nemet i Ognjen Cvitan. Prije toga je već radio kao trener mladih hrvatskih šahista i šahistica, među ostalim i Lare Stock, koje je 2002. i 2004. osvojila naslov europske i svjetske prvakinje u konkurenciji kadetkinja. To je ujedno i najveći uspjeh hrvatskog ženskog šaha ikad. Te 2002. je pobijedila na svjetskom prvenstvu za igračice do 10 godina (Iraklion, Grčka) i 2004. na europskom prvenstvu za igračice do 12 godina (Turska). Svoju treću i završnu normu za velemajstoricu je stekla 8. rujna 2007. u Trstu.
Najviši rejting u karijeri joj je bio 2346 koji je dosegla siječnju 2008. godine. U studenome 2011. joj je rejting po FIDA-i bio 2346.
Uspjesi:
- državna kadetska prvakinja RH
- 2002. svjetska prvakinja za igračice do 10 godina
- 2002. hrvatska športska nada godine
- 2004. europska prvakinja za igračice do 12 godina

## Vanjske poveznice
- FIDE Bodovi na FIDE-inoj ljestvici
- Chessgames Igrački profil
- Croatian talent Lara Stock makes WGM